# Хесус Мартінес Хайо
Хесус Мартінес Хайо (ісп. Jesús Martínez Jayo, нар. 4 грудня 1942, Мадрид) — іспанський футболіст, що грав на позиції захисника. По завершенні ігрової кар'єри — тренер. Найбільш відомий за виступами в складі клубу «Атлетіко», у складі якого став триразовим чемпіоном Іспанії та дворазовим володарем Кубка Іспанії, пізніше двічі був головним тренером мадридського клубу.

## Ігрова кар'єра
Хесус Мартінес Хайо дебютував у професійному футболі 1962 року виступами за команду «Атлетіко», в якій грав до 1973 року, взявши участь у 210 матчах чемпіонату. За час виступів у складі мадридського клубу Хайо став триразовим чемпіоном Іспанії та дворазовим володарем Кубка Іспанії.
У 1973 році Мартінес Хайо перейшов до складу команди «Севілья», в якій завершив виступи на футбольних полях у 1975 році.

## Кар'єра тренера
У 1979 році Хесус Мартінес Хайо очолив тренерський штаб свого колишнього клубу «Атлетіко», в якому працював до 1980 року. У 1986 році Мартінес Хайо вдруге за кар'єру очолив «Атлетіко», працював головним тренером клубу до 1987 року.

## Титули і досягнення
- Чемпіон Іспанії (3):

«Атлетіко Мадрид»: 1965–1966, 1969–1970, 1972–1973
- Володар Кубка Іспанії (2):

«Атлетіко Мадрид»: 1964–1965, 1971–1972